# Bezirk Leventina
Der Bezirk Leventina (ital. Distretto di Leventina, älter dt. Livinen) ist ein Bezirk des Schweizer Kantons Tessin. Geographisch umfasst er das Tal des Flusses Tessin bis Biasca, namentlich die Täler Val Bedretto und Valle Leventina. Hauptort ist Faido. 
Der Bezirk gliedert sich in die vier Kreise (circoli)
- Airolo
- Faido
- Giornico
- Quinto,

welche total 8 Gemeinden enthalten.
| Wappen    | Name der Gemeinde | Einwohner (31. Dezember 2023) | Fläche in km² | Einw. pro km² | Kreis    |
| --------- | ----------------- | ----------------------------- | ------------- | ------------- | -------- |
| Airolo    | Airolo            | 1464                          | 94,35         | 16            | Airolo   |
| Bedretto  | Bedretto          | 101                           | 75,19         | 1             | Airolo   |
| Dalpe     | Dalpe             | 181                           | 14,55         | 12            | Quinto   |
| Faido     | Faido             | 2753                          | 132,58        | 21            | Faido    |
| Giornico  | Giornico          | 1694                          | 26,00         | 65            | Giornico |
| Personico | Personico         | 309                           | 38,87         | 8             | Giornico |
| Pollegio  | Pollegio          | 854                           | 5,96          | 143           | Giornico |
| Quinto    | Quinto            | 1324                          | 92,03         | 14            | Quinto   |
| Total (8) | Total (8)         | 8680                          | 479,53        | 18            | (4)      |

- Namensänderung von Prato per 14. Oktober 1940.

## Veränderungen im Gemeindebestand

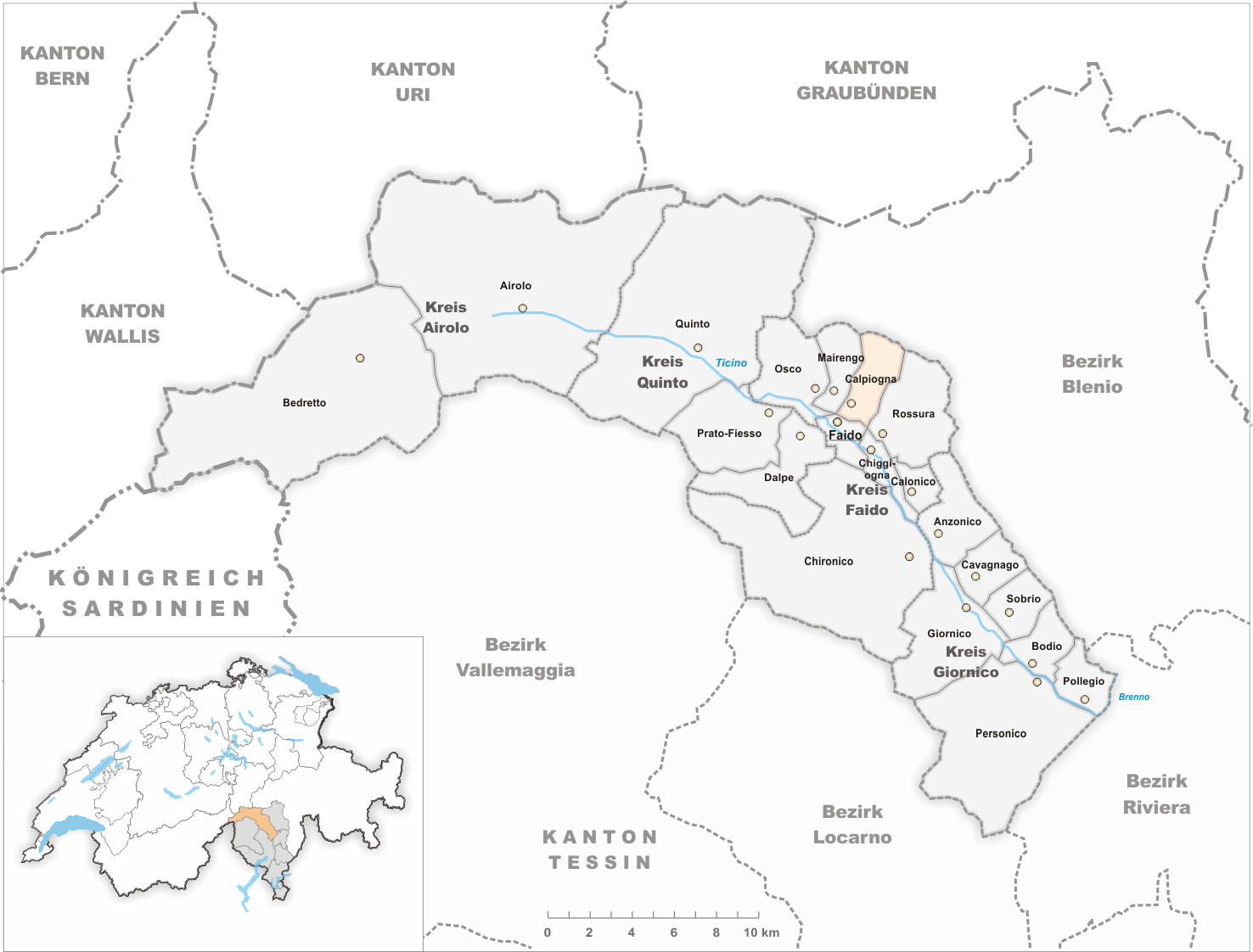
Gemeinden bis 1853
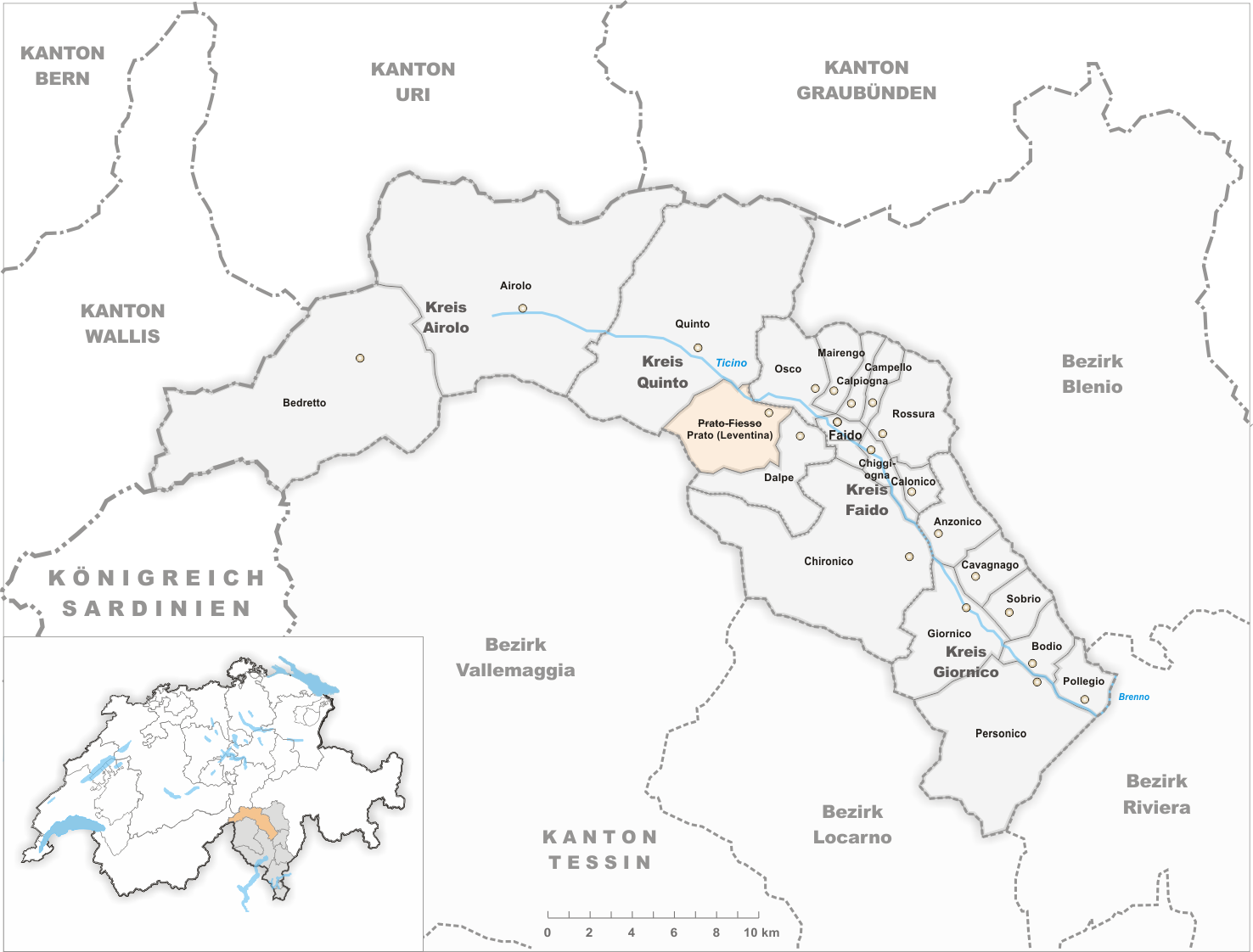
Gemeinden bis 1938
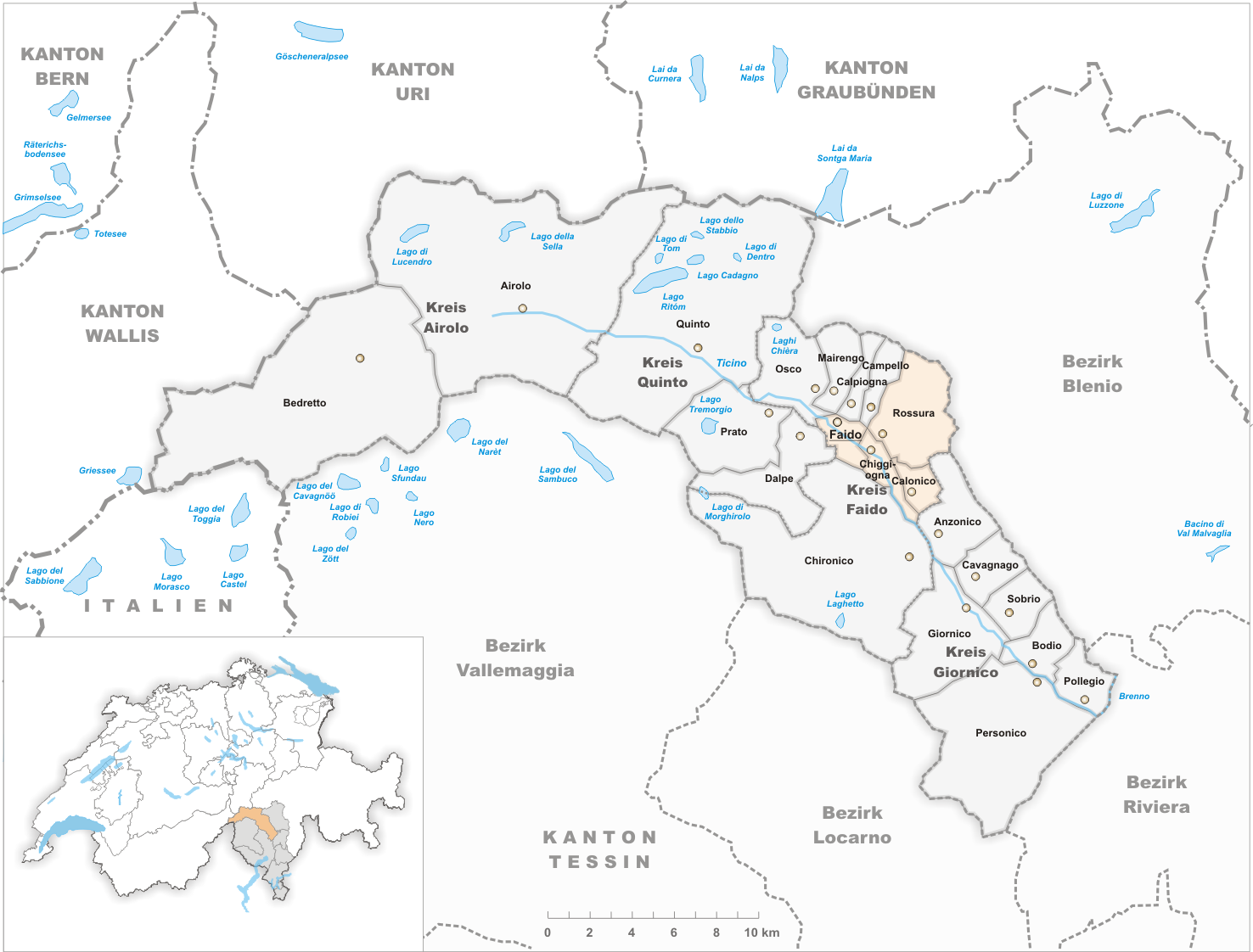
Gemeinden bis 2006
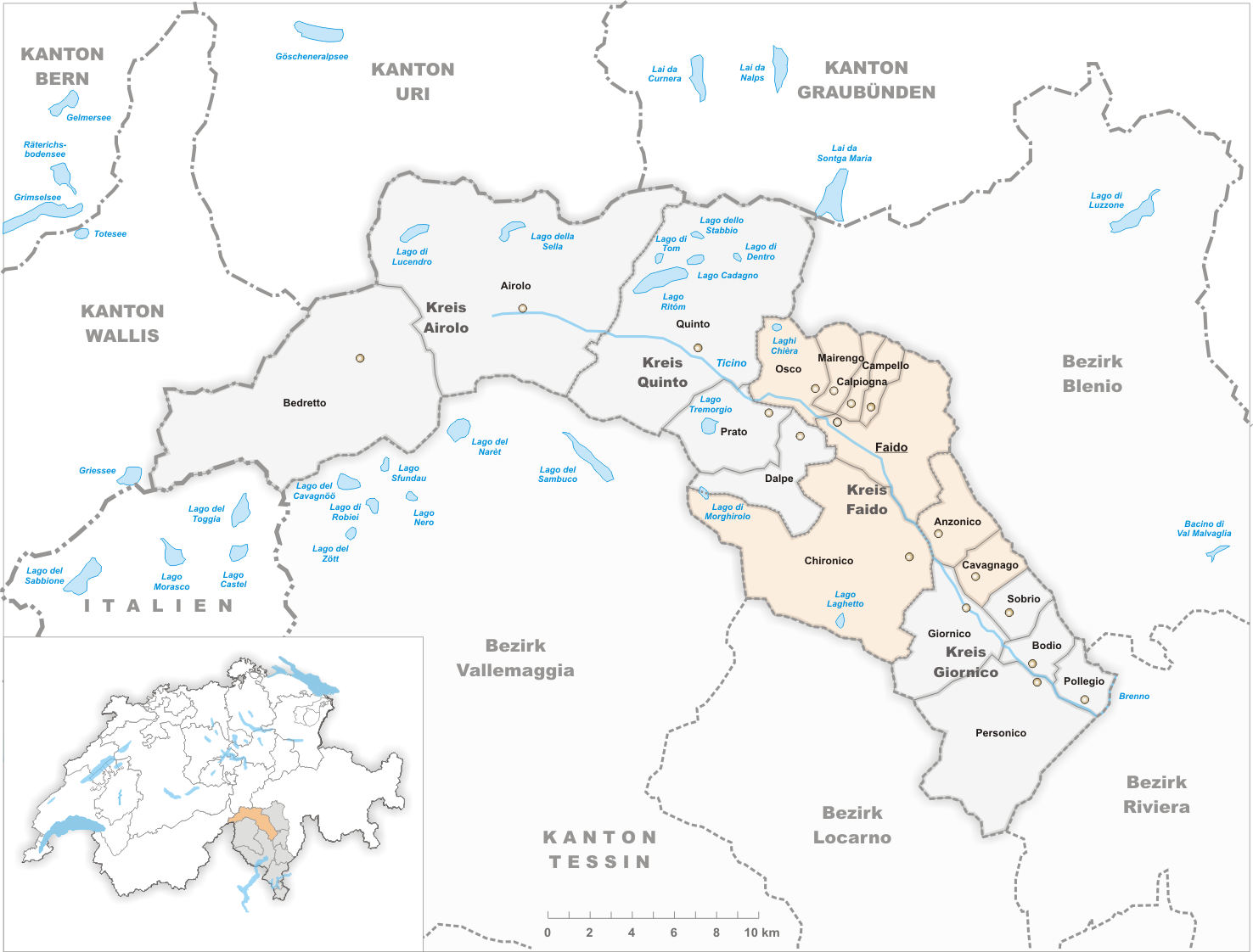
Gemeinden bis 2012
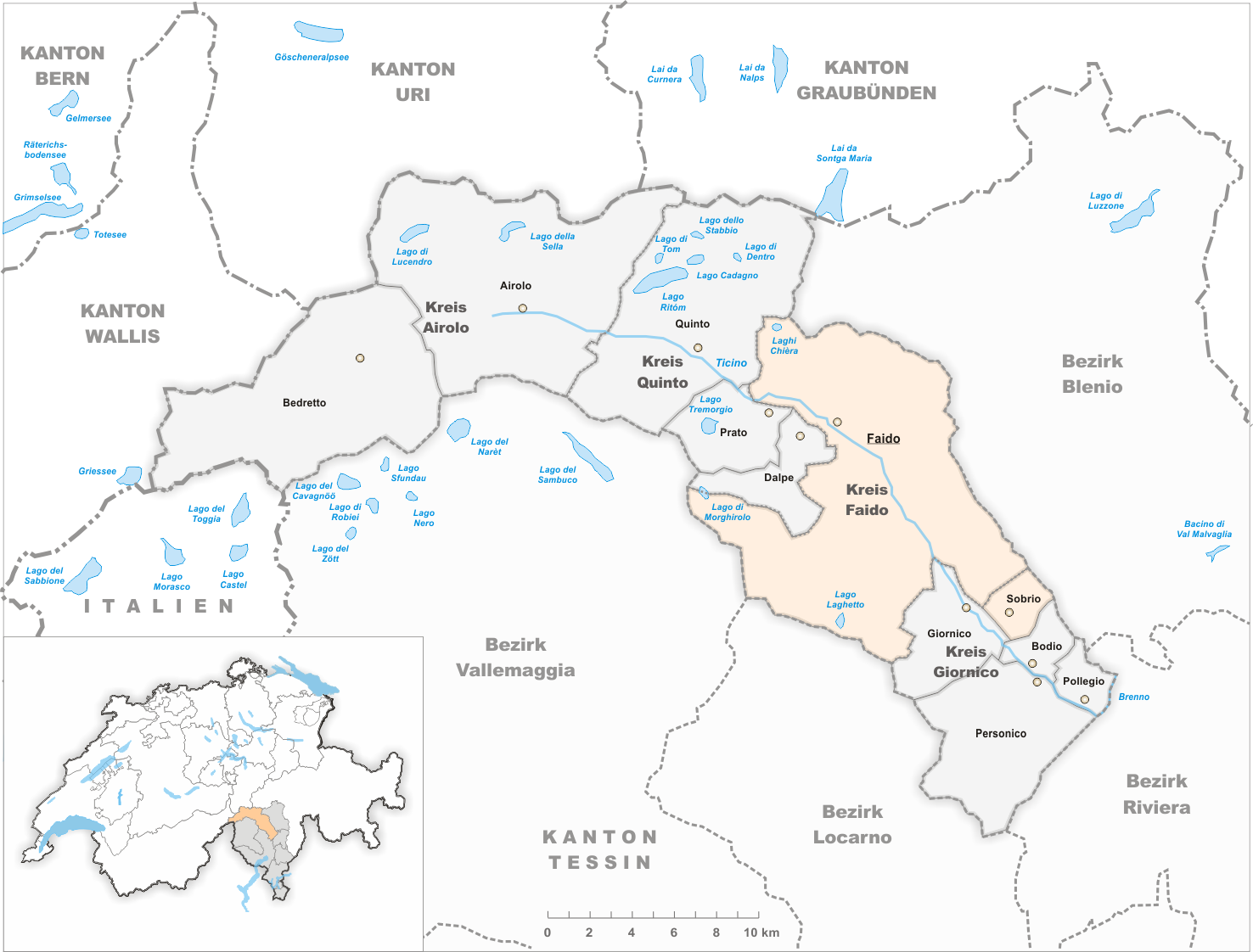
Gemeinden bis 2016
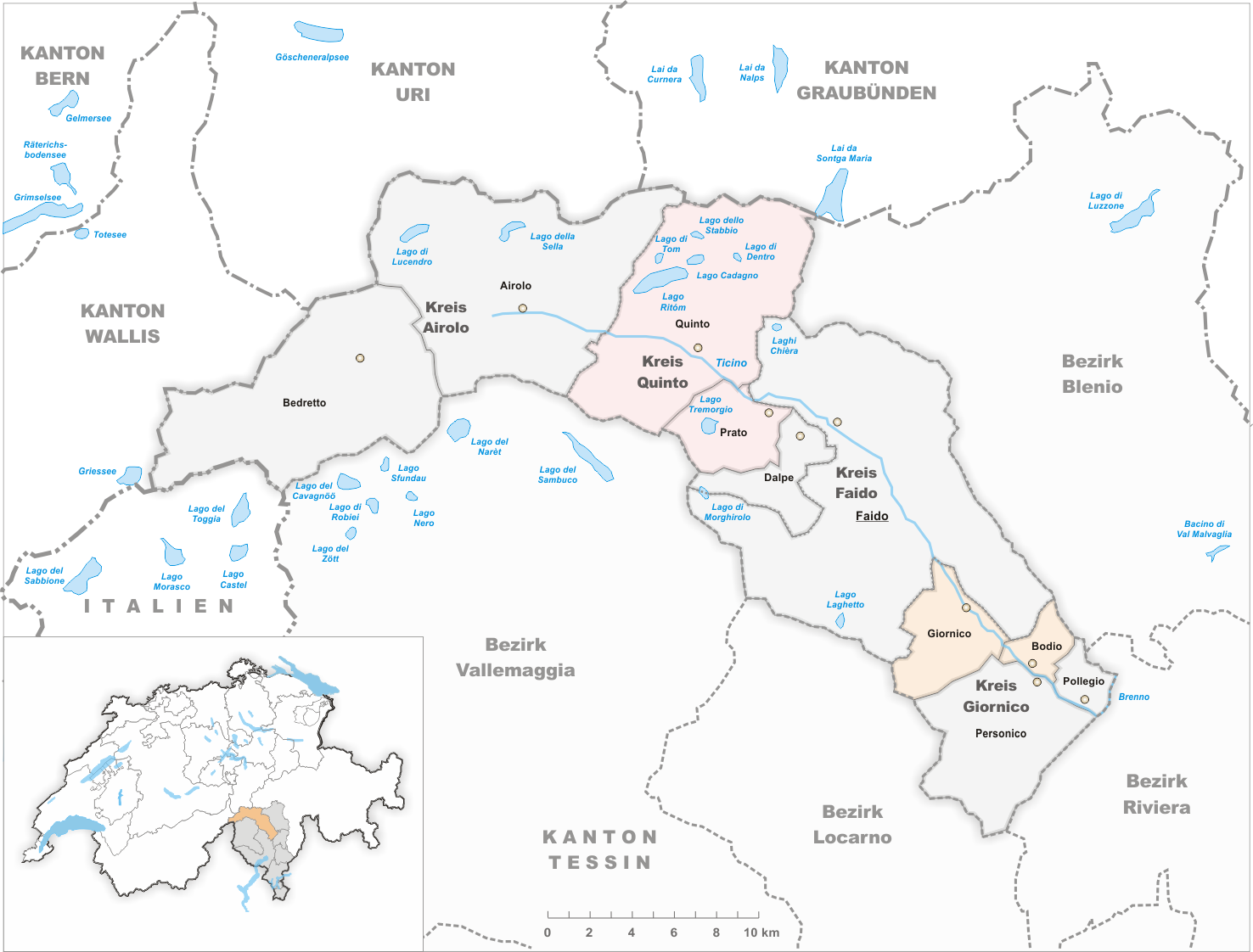
Gemeinden bis 2025

- 9. Mai 1853: Abspaltung von Calpiogna → Campello

- 1. Januar 1939: Namensänderung von Prato-Fiesso → Prato (Leventina)

- 29. Januar 2006: Fusion Calonico, Chiggiogna, Faido und Rossura  → Faido

- 1. April 2012: Fusion Anzonico, Calpiogna, Campello, Cavagnago, Chironico, Faido, Mairengo und Osco  → Faido

- 10. April 2016: Fusion Faido und Sobrio  → Faido

- 6. April 2025: Fusion Bodio und Giornico → Giornico

- 6. April 2025: Fusion Prato und Quinto → Quinto